# Олд-Лайм
Олд-Лайм (англ. Old Lyme) — місто (англ. town) в США, в окрузі Нью-Лондон штату Коннектикут. Населення — 7628 осіб (2020).

## Демографія
Згідно з переписом 2010 року, у місті мешкали 7603 особи в 3172 домогосподарствах у складі 2196 родин. Було 5021 помешкання
Расовий склад населення:
| - 95,7 % — білих - 2,0 % — азіатів - 0,5 % — чорних або афроамериканців - 0,2 % — корінних американців |

До двох чи більше рас належало 1,1 %. Частка іспаномовних становила 2,4 % від усіх жителів.
За віковим діапазоном населення розподілялося таким чином: 21,2 % — особи молодші 18 років, 57,4 % — особи у віці 18—64 років, 21,4 % — особи у віці 65 років та старші. Медіана віку мешканця становила 48,8 року. На 100 осіб жіночої статі у місті припадало 96,2 чоловіків;  на 100 жінок у віці від 18 років та старших — 95,5 чоловіків також старших 18 років.
Середній дохід на одне домашнє господарство  становив 126 915 доларів США (медіана — 95 175), а середній дохід на одну сім'ю — 152 348 доларів (медіана — 120 417). Медіана доходів становила 85 978 доларів для чоловіків та 51 629 доларів для жінок. За межею бідності перебувало 2,7 % осіб, у тому числі 2,7 % дітей у віці до 18 років та 3,6 % осіб у віці 65 років та старших.
Цивільне працевлаштоване населення становило 3588 осіб. Основні галузі зайнятості: освіта, охорона здоров'я та соціальна допомога — 26,6 %, виробництво — 11,6 %, фінанси, страхування та нерухомість — 11,5 %.